# Белохолуницкий пруд
Белохолуницкий — пруд на реке Белая Холуница у города Белая Холуница. Пруд образован плотиной. 
Площадь пруда 16 км², средняя ширина 1,5 км, максимальная — 3 км. Средняя глубина 4 м, максимальная — 11 м.

## История
В 1764 году инженер Аникита Ярцов был направлен строить на реке Белой Холунице завод для производства листового и кровельного железа. Новому производству требовалось много воды, поэтому русло реки Белая Холуница перекрыли плотиной. Образовался пруд. В начале XIX века его углубили с привлечением к работам военнопленных наполеоновской армии. Пароход «Холуница» таскал по водохранилищу баржи с чугуном, плоты с лесом. В XXI веке пруд утратил промышленное значение и превратился в место отдыха.